# Rutevac
Rutevac (en serbe cyrillique : Рутевац) est un village de Serbie situé dans la municipalité d'Aleksinac, district de Nišava. Au recensement de 2011, il comptait 878 habitants.

## Démographie

### Évolution historique de la population
| 1948  | 1953  | 1961  | 1971  | 1981  | 1991  | 2002  | 2011 |
| ----- | ----- | ----- | ----- | ----- | ----- | ----- | ---- |
| 1 885 | 1 952 | 1 874 | 1 688 | 1 467 | 1 389 | 1 094 | 878  |

|  |